# Тороп, Сергей Анатольевич
Серге́й Анато́льевич То́роп (род. 14 января 1961, рабочий посёлок Пашковский, Краснодарский край, РСФСР, СССР, известен под псевдонимом Виссарио́н) — российский религиозный деятель, художник, основатель и глава нового религиозного движения (по мнению некоторых экспертов — деструктивной секты) «Церковь последнего завета». Называет себя «Словом Божьим», «Христом». Автор и основатель синкретического учения «Последний завет».
Последователи Виссариона убеждены, что он «Второе пришествие Иисуса Христа». Сторонники и представители РПЦ относятся к Виссариону негативно.
22 сентября 2020 года С. А. Тороп был задержан сотрудниками ФСБ России. Поводом к задержанию стало подозрение в незаконной деятельности религиозной организации и психологическом насилии над людьми.

## Биография
Родился 14 января 1961 года в рабочем посёлке Пашковском (ныне микрорайон Краснодара) в семье рабочих (строителей). Родители придерживались атеистических взглядов, но когда Сергею исполнилось два года, семья распалась, до шести лет его воспитывала бабушка, имевшая старообрядческие корни и оказавшая на него религиозное влияние. Мать с сыном уехала к своей сестре в Шушенское, а отец остался в Краснодаре. К 1975 году мать Сергея уже сожительствовала с другим мужчиной, от которого у них родилась дочь, после чего, переменив несколько мест жительства, новая семья Сергея переехала в Минусинск (Красноярский край). В Минусинске окончил среднюю школу № 7 и 5 мая 1979 года был призван на срочную службу в армию. Служил в Монголии в стройбате (войсковая часть № 33655), демобилизовавшись 21 апреля 1981 года с воинским званием сержанта. Затем пробовал себя в разных профессиях: с 20 декабря 1982 года по 3 февраля 1984 года был слесарем на минусинском заводе «Электрокомплекс»; в дальнейшем работал электриком, преподавателем физической культуры, художником, сержантом милицейского взвода патрульно-постовой службы и др. Со слов Марии Карпинской, бывшей соратницы Сергея Торопа, в одном из юношеских писем 18-летний Сергей Тороп писал: «Если я не стану известным всему миру — я и жить на Земле не смогу».
По словам сторонников учения, в 1990 году у Торопа произошло «духовное пробуждение». До этого Тороп с 6 августа 1984 года по 10 августа 1989 года работал в ГАИ (куда попал по направлению завода) города Минусинска. После увольнения из ГАИ Сергей Тороп посещал уфологический клуб «Гипотеза» в Минусинске, организованный так называемым Саянским филиалом так называемого Сибирского научно-исследовательского центра по изучению аномальных явлений (СибНИИЦАЯ), где совместно с Владимиром Плесиным они выезжали в Москву в так называемый институт имени Гальперина (Всероссийский научно-исследовательский центр традиционной народной медицины имени Я. Г. Гальперина) для обучения новым методам воздействия на человека. Совместно с другими уфологами Тороп ездил в Пермскую область в зону уфологических контактов так называемого «М-ского треугольника».
В мае 1990 года в Минусинске Тороп объявил, что он получил послание внеземного разума о том, что является новым мессией, «сыном Божьим», «проводником Святого Духа», и назвался Виссарионом, что, по мнению инопланетян (не совпадающему с древнегреческой этимологией), значит «дающий жизнь».

### Личная жизнь
Виссарион дважды женат. С первой супругой Виссарион развёлся и женился на 19-летней девушке. От обеих жён у него есть дети. Всего у Торопа 7 детей. Сын от первого брака — Елисей Тороп, работает строителем. У Виссариона есть сестра по имени Ирина. Матерью своей Виссарион считает Деву Марию — мать Иисуса Христа, хотя родная мать Виссариона — Надежда.

## Создание учения
14 мая 1991 года Сергей под псевдонимом Виссарион провёл первую открытую проповедь в телестудии «Резонанс» для городов Минусинска и Абакана. Одновременно в начале 1990-х годов на Украине появилась секта со схожей идеологией — «Белое братство» во главе с Марией Цвигун (впоследствии после запрета секты «Белое братство» оставшиеся её адепты слились с последователями Виссариона).
Виссарион дал новую молитву, пояснив, что она призвана объединить всех людей независимо от вероисповедания.
Первоначально в 1991 году Виссарион выступал как апостол, последователь Христа, утверждая, что Христос наблюдает за ним с околоземной орбиты, позднее Виссарион стал себя идентифицировать с Иисусом Христом. До 1994 года Виссарион распространял также информацию, что в прошлой жизни жил в Иудее в VI веке до н. э. под именем пророка Иефлея.
В последующие два года Виссарион за счёт средств, собранных его последователями, объехал с проповедями многие города России и республик бывшего СССР, а также побывал в Израиле и европейских странах.

#### Последний завет
В 1993 году было опубликовано «Слово Виссариона, являющееся Последним заветом от пославшего его Отца Небесного». Оно трактовалось как «Третий завет» (следующий за Ветхим и Новым). В том же году вышло первое дополнение к «Слову Виссариона», а в 1994 году — второе. Позднее был создан своего рода катехизис — изложение сути учения: «Основные положения учения Виссариона — учения единой веры».
На 2024 год «Последний завет» состоит из 18 томов и включает в себя «Слово Виссариона» и «Повествование от Вадима». Виссарионом написаны книги «Предвозвещение», «Книга Обращений», «Книга Основ», «Послесловие», «Заповеди», «Последняя Надежда», «Время Поворота». В «Повествование от Вадима» летописец Вадим Редькин ведёт описание жизни Виссариона и его многочисленных встреч, на которых Виссарион даёт ответы на множество вопросов, заданных разными людьми.
Учение Виссариона — «Последний завет» — очень синкретично и возникло в результате:
- работы группы людей[47], преимущественно из уфологического клуба «Гипотеза» Минусинска;
- собственных умозаключений Сергея Торопа (Виссариона);
- синтеза авраамических религий, индуизма, буддизма, учений Даниила Андреева («Роза мира»), Елены Блаватской (Тайная доктрина), Николая и Елены Рерихов (Агни-йога), атеистического учения Карла Маркса и др. учений[4][46][48][49][50].
- Включает в себя также антитринитаризм[51], реинкарнацию[52] и апокалиптику[14][53][54]

В секте введены летоисчисление и календарь, согласно которым Новая эпоха Рассвета началась с момента рождения Виссариона, то есть с 14 января 1961 года. Празднуются три праздника: 14 апреля — официально День Земли (неофициально — день зачатия Виссариона), 18 августа — день падения Царства Силы и добрых плодов (неофициально — день путча) и 14 января — Рождество Виссариона «Христа» (неофициально — день рождения Сергея Торопа).
В 1992 году Вадим Редькин (бывший барабанщик ансамбля «Ласковый май») последовал за Виссарионом и начал вести «летопись нового Свершения». Вскоре начинают издаваться брошюры с заповедями «Единой веры», а затем и книги «Священного Писания» — «Последний завет». Появились и первые факты фальсификации, так датой первой проповеди Виссариона стали считать 18 августа 1991 года, подтасовывая под эту дату начало путча в Москве. В «Последнем завете» Виссарион формулирует учение «Единой веры» как путь духовного становления для всего человечества.
В 1990-е годы Виссарион проповедовал близкий конец света. Ощущения скорого Конца восприняли многие члены его общины. Однако, по словам А. А. Панченко, последователи Виссариона черпали сведения о грядущих катаклизмах не только из его проповедей, но и из сообщений различных «контактёров». Виссарион не называл конкретную дату «конца света» и не утверждал непременную гибель всего человечества. В периодике Церкви последнего завета несколько раз появлялись публикации, направленные на то, чтобы успокоить последователей, ждущих «конца света». Позднее, в середине 2000-х годов, Виссарион фактически запретил получение информации от «контактёров», было замечено ослабевание эсхатологических настроений.
Виссарион считает, что технический прогресс ведёт к «самоуничтожению человечества», что христианская церковь в России потеряет всякую значимость. В целом Виссарион относится к церкви как к образу антихриста, которая вступила на путь окончательной дискредитации.

### История движения
Последователи Виссариона из России и других стран начали съезжаться в Красноярский край и расселяться в деревнях Курагинского и Каратузского районов рядом с «Учителем» (как они называли Виссариона). В октябре 1994 года последователи Виссариона официально зарегистрировались как «Община единой веры», а в декабре 2000 года организация была перерегистрирована в Министерстве юстиции РФ под названием «Церковь последнего завета».
В 1993—1994 годах секта Виссариона напоминала по внешней атрибутике неокоммунистическое движение: организация коммун, предпочтение раннего Виссариона к красному цвету в одежде, игра в зарницы, культ личности Виссариона, романтические песни голодных энтузиастов, поверивших в «сказку» и т. д.. Однако в 1995 году «коммунистический» период закончился.
Весной 1995 года инициативная группа последователей Виссариона, имевшая в своём составе специалистов технического и гуманитарного профиля, мастеров народных промыслов и ремёсел, в тайге вблизи озера Тиберкуль начала строить эконоосферное поселение «Тиберкуль», называемое также «Обитель рассвета». Для создания этого поселения администрации Красноярского края и Курагинского района выделили земельный участок площадью 250 га. По собственному волеизъявлению строители «Обители рассвета» приняли для себя принцип жития общинной общиной, объединили все финансовые средства и строительные материалы.
В декабре 2000 года организация Виссариона была зарегистрирована Министерством юстиции РФ.
В 2000 году сотрудники ФСБ в ходе всероссийской контртеррористической операции «Вихрь-Антитеррор» среди членов секты Виссариона задержали 35-летнюю Татьяну Нехорошеву-Соколову, предполагаемую активистку леворадикальной молодёжной организации «Новая революционная альтернатива», которая находилась в федеральном розыске по подозрению в организации террористического акта около общественной приёмной ФСБ в Москве в 1998 году. По оперативным данным, убежище Нехорошевой было предоставлено самим Виссарионом.
В 2001 году Виссарион пытался изнасиловать несовершеннолетнюю болгарскую девочку Чёчу, вследствие чего болгарские последователи Виссариона спешно покинули его секту.
В 2003 году Виссарион сделал официальные обращения к президенту России Владимиру Путину, Патриарху Московскому и всея Руси Алексию II, к верховному муфтию Талгату Таджутдину и другим, где предложил свою «помощь» в управлении российским государством и народом.
В 2005 году Виссарион, по слухам, обязал последователей своей секты поддержать губернатора Красноярского края Александра Хлопонина на выборах взамен на благодушное отношение и поддержку государством его секты.

## Церковь последнего завета

### Поселения
В деревнях Курагинского (Петропавловка, Черемшанка) и Каратузского районов к 2006 году было около 3-4 тысяч человек(в 2008 году Независимой газетой называлась цифра 4,5 тысячи, в 2009 году MIGnews называлась цифра в 5 тысяч человек, в 2011 году религиовед А. С. Тимощук и историк И. В. Федотова также называют цифру «около 5 тысяч человек»), кто продал свои квартиры и переехал туда на постоянное место жительства. По данным РИА «Сибирь» на 2005 год, «Реальное количество адептов Виссариона — около 10 тысяч человек, половина из которых проживает в Красноярском крае», а население «Города солнца» составляет «от 160 до 200 жителей». В то же время электронное издание «Россия. Электронный энциклопедический словарь» также указывает цифру в «около 10 тысяч последователей». С этой же цифрой в 2020 году согласились религиовед Р. А. Силантьев и философ и культуролог Н. П. Копцева.
В реализации этого эксперимента по созданию «нового общества» в различной степени участвуют последователи Виссариона, живущие в России (Москва, Санкт-Петербург), Белоруссии, Казахстане (Алма-Ата), Украине (Киев), Латвии (Рига), Молдавии, Болгарии, Германии и США. Среди последователей Виссариона преимущественно находятся представители среднего класса, а социальный состав рядовых членов включает в себя большое число бывших партийных и комсомольских функционеров. Также есть музыканты, художники, философы, эстрадная певица (Светлана Владимирская), отставные военные.

### Особенности
- Существует «десятина» — каждый последователь Виссариона передаёт десятую часть доходов на счёт секты, на содержание Церковного совета секты и самого Виссариона[78][86].
- Разрешены любовные треугольники[8][49][50][87]. Религиовед Л. И. Григорьева по этому поводу отмечала следующее:[88]

Ещё одной проблемой последних лет стало возникновение гендерного дисбаланса. На одного мужчину с каждым годом становится по статистике всё больше женщин. Молодые, энергичные, они приезжают с надеждой найти здесь своё счастье. Не без рекомендаций и разъяснений Виссариона последние четыре года в общине стали возникать так называемые «треугольники» — семьи с двумя жёнами. Для внешнего мира это объясняется так: если муж и жена разошлись, и у супруга возникла новая семья, то он не вправе бросать прежнюю жену и детей на произвол судьбы, да и куда им податься, на что жить. Но в материалах «для внутреннего употребления» (одну из таких кассет прослушал в своё время весь Экспертный совет при Минюсте) говорится совсем другое. Виссарион разъясняет, что женатый мужчина не может сам проявлять интереса к посторонним женщинам. Но если у женщины возникла «природная любовь» к нему и он не против, то надо вначале посоветоваться с женой. Если она преодолела свой эгоизм и желает мужу счастья, то может разрешить ввести эту женщину в семью на правах кандидатки. Она же в идеале должна благословить и близкие отношения своего мужа с новой женой, подружиться с ней и совместно заниматься домом и общими детьми. Поскольку во многих личных проблемах: от хозяйственно-бытовых до самых интимно-личных самому верующему бывает разобраться сложно, то все вопросы могут быть коллективно обсуждены на закрытых собраниях «Единой семьи» или на встречах с «Учителем».
- Процветает доносительство последователей друг на друга, в лучшем случае неугодные последователи становятся изгоями секты[86][нет в источнике].
- Введён тяжёлый физический труд[8][89], строгая вегетарианская диета[18][8]. От чрезмерного пристрастия к веганству последователей Виссариона в Тиберкуле у них прослеживается недостаток кальция, а также животных белков, что отрицательно сказывается на здоровье поселенцев: инфекционные заболевания почек, опущение почек и повышенная кислотность мочи[90][91]. Многие члены больны раком и ВИЧ-инфекцией, но не обращаются за помощью к врачам, поскольку считают, что их может вылечить Виссарион прикосновением рук[79]. Есть сведения о случаях дистрофии[92][93], без вести пропавших[49][50], получивших инвалидность и покончивших жизнь самоубийством последователях его секты[94]. Многие последователи, продав своё имущество в секту, вынуждены сами проживать в нищенских условиях, без дохода и средств к существованию[78][95]. Философ и культуролог Н. П. Копцева указывает, что у Церкви последнего завета «имеются элементы деструктивной религиозной организации», к числу которых она относит «контроль приёма пищи у своих адептов», когда «в середине нулевых годов община Виссариона имела запреты не только на мясную пищу, но и на молочную пищу, яйца», а среди членов «были не только вегетарианцы, но и веганы, причём по самой жесткой схеме» и «в конце 90-х телевидение показывало вот этих людей с дистрофией»[96]. При этом она отмечает, что в ходе проведённой прокурорской проверки были установлены нарушения, и хотя община сделала режим пищевого контроля более мягким, вегетарианство сохранилось. Подчеркивается следующее: «То, что такая жёсткая корректировка приёма пищи безусловно может явиться вредной для здоровья отдельных людей, это факт. То есть, предписывать строгое пищевое поведение, настаивать на этом — здесь могут быть элементы нанесения вреда здоровью»[96]. Касательно самой организации она указывает, что жители Курагинского района относятся к Церкви последнего завета, как к достаточно успешному бизнес-проекту, и высказывает мнение, что: «Это очень мощная экономическая структура. В общине налажено производство экологически чистой продукции, рукоделие, ремесленное производство.. Если раньше, например, в девяностые годы, речь шла о каких-то действительно религиозных откровениях, то сегодня люди, наблюдая со стороны за деятельностью организации, скорее относятся к этому как к успешному бизнес-проекту»[96].
- Доктрина на принятие Виссариона в качестве второй реинкарнации Иисуса Христа и запрет последователям на самостоятельное принятие решений по духовным вопросам. Последователям секты предлагается полный отказ от материальных средств. При этом сам Виссарион не отказывает себе в алкоголе[86][97][неавторитетный источник].
- В 2002 году в общине Виссариона возникла группа людей, назвавших себя «Шаманы последнего завета»[98][99][100], отделяющая себя от остальной организации «Церкви последнего завета».

## Художник

Портрет «Соня с арбузом», бумага, пастель, 2006 г.

Со слов Сергея Торопа, он нигде не учился рисовать, обучался сам, изучая живопись по книгам и наблюдая картины в музеях.
В 2008 году на Международном Фестивале искусств «Традиции и Современность» в Москве он получает премию «Вера» в направлении «Живопись» в номинации «За свежесть взгляда». Картина-победитель — портрет «Соня с арбузом», 2006 г, бумага, пастель, 92х70.
Тороп говорит об использовании техники пастели: «Земля рождает великое многообразие плодов, преисполненных живительными соками. У мастера, взявшего в руки частицы цветной сухой земли, которую и олицетворяет сама пастель, появляется возможность оказаться в роли того, кто мог бы изобразительно рождать аналогию тех же плодов. Более того, в таких плодах запечатлеваются не только собственные переживания творившего, но и частицы его тела, что неизбежно происходит при втирании пастели в основу пальцами мастера. От чего подобное произведение приобретает много большую уникальность и неповторимость»

### Участие в художественных выставках
С сентября 2005 года Сергей Тороп (Виссарион) участвовал в проекте сибирских художников «Духовный путь и искусство», творческое объединение организовало 28 передвижных выставок в городах России, а также в Болгарии, Латвии, Эстонии, Литве, Украине, Молдавии и Казахстане.
- 2004 — Выставка картин Виссариона. Красноярский Культурно-исторический и музейный Центр, Красноярск[109]
- 2005 — Выставка «Духовный путь и искусство»; Выставочный центр Санкт-Петербургского союза художников, Санкт-Петербург[110][111][112]
- 2006 — Выставка «Духовный путь и искусство»; Таллинн[105]
- 2006 — Выставка «Духовный путь и искусство»; Кишинев[105]
- 2007 — Выставка «Духовный путь и искусство»; Выставочный зал художников Казахстана, Алматы[113]
- 2008 — Второй Московский Фестиваль искусств «Традиции и Современность»; Манеж, Москва[104]
- 2009 — Выставка «Духовный путь и искусство»; Академия наук Латвии, Рига[114][115]
- 2009 — Выставка «Духовный путь и искусство»; выставочный зал Союза Художников, Запорожье[116][117]
- 2012 — Выставка «Духовный путь и искусство»; галерея «АйнАrta», г. Красноярск[106][107][108]

## Критика
Большей частью люди попадают в секту Виссариона либо боясь конца света, либо поверив в красивые слова Виссариона о том, что нужно творить духовное, при этом мало обращают внимание, что Виссарион вовсе не стремится сам соответствовать своим словам. Виссарион владеет методом эриксоновского гипноза, на его проповедях люди часто засыпают, а во время т. н. «слияний с Учителем» происходит зомбирование последователя его секты.
Виссарион запретил своим последователям просмотр своих ранних проповедей 1991—1994 гг., так как они совершенно не соответствуют современным проповедям Виссариона.

### Проверки Курагинского РОВД
В 1995 году в ходе проверки деятельности общины Виссариона Курагинским РОВД были установлены факты смерти нескольких виссарионовцев. Так 1 мая 1995 года в деревне Гуляевка от истощения умер С. А. Богданович (род. 1968), в посёлке Курагино в доме № 3, расположенном на улице Ломоносова, умер от сердечной недостаточности уроженец Риги Е. К. Минаев (род. 1947), проживавший до самой своей смерти в селе Петропавловка без прописки. 15 сентября 1995 года в общежитии Моторинского ОПКЛК от двустороннего воспаления лёгких умер четырёхлетний Эдуард Куклин (род. 1991), чья мать верила в наставление Виссариона о том, что плоть должна «сама себя излечивать», и поэтому отказалась обращаться за медицинской помощью в больницу, предпочтя лечить ребёнка исходя из опыта П. К. Иванова, обливая сына каждые два часа «заряженной водой».
Кроме того, в ходе той же проверки были выявлены факты девиантной и противоправной деятельности некоторых членов общины:

При проверке заявления жительницы п. Курагино Карпенко В. П. было установлено следующее: несовершеннолетняя Скалова Мария Андреевна, 21.12.77 года рождения, прибыла из Москвы в с. Имисское в начале 1994 года в общину «Единой веры». За курение и позднее возвращение с танцев её выгнали из общежития. Скалова стала проживать с несовершеннолетним Мальцевым В., судимым… Доставленная 07.02.95 в ГППН РОВД Скалова пояснила, что её родители проживают в Москве — Скалова Л. В. — советник МИД России, отец — Скалов А. Г. — коммерческий директор фирмы «Арвис», с родителями постоянно конфликтовала, бросила школу. Отец помещал её в психиатрическую больницу. В этот же день Скалова была направлена в ПНД г. Абакана, на следующий день за ней на самолёте прилетел отец.
27 мая 1995 года за административное правонарушение были доставлены несовершеннолетний Соболев И., 1978 года рождения, и совершеннолетний Спиридонов А., 1973 года рождения. В своём объяснении несовершеннолетний Соболев пояснил, что приехал из г. Кирова летом 1994 года в п. Курагино, работал на тяжёлых работах в Моторском ОПКЛК, в общине кормили плохо. Когда просился обратно, сказали добирайся сам. Из общины выгнали его и Спиридонова за нарушение режима питания.

### Уголовное преследование (2020)
22 сентября 2020 года задержан в ходе специальной операции сотрудниками ФСБ России вместе с другими руководителями общины — Вадимом Редькиным и Владимиром Ведерниковым, которым Следственным комитетом Российской Федерации были предъявлены обвинения по факту незаконной деятельности религиозной организации и по подозрению в осуществлении в отношении людей психологического насилия — создание религиозного объединения, деятельность которого сопряжена с насилием над гражданами (ч. 1 ст. 239 УК РФ), и причинении тяжкого вреда здоровью двух и более лиц (п. «а», «б» ч. 3 ст. 111 УК РФ). Были изъяты крупная сумма денег наличными, золотая корона,
оккультная атрибутика, а также оружие и боеприпасы. Основаниями для задержания послужила двухлетняя оперативная разработка общины, когда в одной из деревень виссарионовцев было обнаружено тело младенца, родителям которого Виссарион запретил обращаться за медицинской помощью к «мирским» врачам, а также предсмертная записка одного из последователей Торопа, который продал всё своё имущество и, стремясь к лучшей жизни, желал вступить в общину, но не был принят, и из-за этого покончил жизнь самоубийством. Потерпевшими выступают двое граждан — Кистерский и Мизгарёв, которые провели в общине более десяти лет, чьи психические расстройства следствие считает вызванными нахождением там. 19 января 2021 года Центральный районный суд Новосибирска расширил круг потерпевших лиц, добавив в общий список ещё 17 человек, которые заявлены как получившие моральный вред. 22 ноября 2021 года следствие уточнило обвинение Торопу, Редькину и Ведерникову. В деле о создании организации, посягающей на личность и права граждан, количество потерпевших увеличилось с 19 до 21. При этом из них 14 заявили о причинении им морального вреда. Кроме того, обвинение в особо крупном мошенничестве предъявлено было Ведерникову руководившему школой «Истоки» и, по версии следствия, потратившему в период с 2017 по 2019 год на собственные нужды 5182839 рублей государственных средств.
По данным журналистов газеты «Коммерсантъ» Константина Воронова и Николая Сергеева, ссылающихся на сотрудников правоохранительных органов, руководство общины могут связывать дружеские отношения с бывшим министром лесного хозяйства Красноярского края Дмитрием Маслодудовым, который был арестован в середине сентября 2020 года по обвинению в получении от лесозаготовительной компании ООО «Краслесторг» многомиллионных взяток, поскольку значительным финансовым источником Церкви последнего завета выступают заготовки древесины (в первую очередь кедровой сосны) и постройки из неё домов. По данным следствия, члены общины являлись владельцами по меньшей мере двух компаний, зарегистрированных как индивидуальные предприниматели, скупавших лес, а также многие виссарионовцы частным образом без какой-либо регистрации в налоговых органах занимались заготовками леса. Кроме того, их компании периодически выигрывали различные тендеры, которые объявляли власти Красноярского края, в том числе подряд на строительство объектов (включая беседки, срубы и сцены) для проведения в Красноярске Универсиады 2019 года. Один из создателей Церкви последнего завета глава крупной строительной компании, занимающейся постройкой бань и загородных домов класса премиум, стоимость которых составляет от 10 млн руб., где в настоящее время живут многие руководители Красноярского края. По данным правоохранительных органов, от 20 до 50 % дохода при осуществлении таких сделок поступало в теневой бюджет Церкви последнего завета. По данным газеты на 23 сентября 2020 года «расследуется с десяток уголовных дел, возбуждённых по ст. 260 УК РФ (незаконная рубка лесных насаждений), фигурантами которых являются последователи ЦПЗ», отмечая, что в будущем «все эти дела, очевидно, объединят в одно производство, при этом религиозная составляющая расследования, скорее всего, окажется на втором плане».
Уполномоченный по правам человека в Красноярском крае Марк Денисов в докладе перед депутатами Законодательного собрания Красноярского края дал, в частности, следующую оценку уголовному преследованию: «Дело носит ярко выраженный заказной характер. В результате сформирована глубоко порочная правоприменительная практика, которую теперь можно применить практически к любой религиозной организации на территории России. С 22 сентября 2020 года ни одна церковь, ни одна группа верующих на территории нашей страны, где собирается десятина и звучит проповедь о том, как правильно жить верующему, не может чувствовать себя в безопасности. Прецедент создан. Вообще все мы сейчас являемся очевидцами грандиозного скандала. Усилиями нескольких высокопоставленных генералов российская государственная вероисповедная политика (до недавнего времени весьма мудрая и взвешенная) отброшена на 60 лет назад, в беспросветную хрущевщину».
23 сентября 2020 года Центральный районный суд Новосибирска вынес постановление об избрании в отношении обвиняемых Торопа, Редькина и Ведерникова меры пресечения в виде заключения под стражу сроком на два месяца, до 22 ноября. Сам Тороп содержится в одиночной камере СИЗО-1 Новосибирска. 7 октября 2020 года Новосибирский областной суд постановил апелляционную жалобу адвоката Маринкиной оставить без удовлетворения, тем не менее адвокат Торопа выразила намерение подать кассационную жалобу в Восьмой кассационный суд. 18 октября 2020 года Тороп, Редькин и Ведерников были доставлены в Москву и помещены на карантин в СИЗО «Бутырка» для проверки на коронавирус; в дальнейшем они должны будут пройти психиатрическую экспертизу в Национальном медицинском исследовательском центре психиатрии и наркологии имени В. П. Сербского. 20 ноября 2020 года Центральный районный суд Новосибирска продлил всем троим срок нахождения под стражей до 15 января 2021 года. 30 декабря 2020 года Новосибирский областной суд оставил решение нижестоящего суда без изменения. Однако 13 января 2021 года, накануне 60-летнего юбилея Торопа, срок нахождения под стражей был продлен до 15 апреля 2021 года. 13 апреля Центральный районный суд Новосибирска продлил срок содержания под стражей Торопу, Редькину и Ведерникову «на три месяца, а всего до девяти месяцев 23 суток, то есть до 15 июля 2021 года». 14 мая 2021 года Курагинский районный суд Красноярского края признал Владимира Ведерникова виновным в незаконном хранении патронов (ст. 222 ч. 1 УК РФ) и приговорил его к 1,5 годам лишения свободы условно.
В начале декабря 2020 года по ходатайству следствия суд наложил арест на имущество Торопа (участок, на котором стоит дом, здание религиозного назначения и технику), Редькина (два дома, земельный участок и техника) и Ведерникова (два участка земли и доля в ещё одном, два здания, автомобиль, мотовездеход и прицеп). По мнению стороны защиты, основанием послужило то, что потерпевшие Д. В. Кистерский и Э. Ю. Мизгирёв заявили иски на сумму 7200 тыс. рублей и 5 млн рублей соответственно; следствие полагает, что если обвиняемые смогут избавиться от имущества, то не выплатят ущерб потерпевшим в полном размере.
Адвокаты задержанных считают преследование «заказом на очень высоком уровне и абсолютно не связанным с правом», «государство дало указание общину уничтожить»
9 августа 2022 года уголовное дело в отношении Ведерников, Редькина и Торопа поступило в Железнодорожный районный суд Новосибирска, который отметил следующее: «По данным следствия Ведерников, Редькин, Тороп обвиняются в создании религиозного объединения, деятельность которого сопряжена с насилием над гражданами или иным причинением вреда их здоровью и руководстве таким объединением, в причинении вреда здоровью различной степени тяжести, а Ведерников, в том числе, в мошенничестве в особо крупном размере с использованием своего служебного положения». Редькину и Торопу вменяются часть первая статьи 239, пункты «а» и «б» части третьей статье 111, пункт «г» части второй статьи 112 УК РФ, а Ведерникову также часть четвёртая статьи 159 УК РФ.
1 сентября 2022 года Железнодорожный районный суд Новосибирска в лице судьи Олеси Пименовой приступил к рассмотрению уголовного дела и удовлетворил ходатайство государственного обвинителя Аси Овчинниковой, решив, что «в целях недопущения разглашения сведений, охраняемых федеральным законом, и обеспечения безопасности участников судебного разбирательства, судом принято решение о проведении слушания в закрытом судебном заседании». Суд также отклонил ходатайство адвоката Торопа Ольги Маринкиной о возвращении дела прокурору, которая заявляла, что имеет место неполнота предварительного следствия и нарушения при составлении обвинительного заключения.
4 апреля 2024 года ЕСПЧ вынес постановление по обращению Сергея Торопа (было подано в феврале 2022 года). В решении суда говорится, что ЕСПЧ признал необоснованным заключение и длительное содержание Сергея Торопа под стражей, отметив, что жалоба содержит типичные для России указания на нарушения, которые многократно были рассмотрены ранее. 11 апреля 2024 года ЕСПЧ вынес аналогичное решение и в отношении Владимира Ведерникова и Вадима Редькина. Европейский суд констатировал необоснованное избрание и дальнейшее продление меры пресечения в виде заключения под стражу в отношении заявителей.
12 марта 2025 года Сергею Торопу, Вадиму Редькину и Владимиру Ведерникову была продлена мера пресечения в виде содержания в СИЗО до 11 июля 2025 года.
24 июня 2025 года государственное обвинение запросило для всех трёх обвиняемых наказание по совокупности преступлений в виде лишения свободы сроком до 14,5 лет в исправительной колонии строгого режима. Также прокурор попросил суд удовлетворить гражданские иски пострадавших и сохранить арест на имущество обвиняемых до исполнения приговора.
30 июня 2025 года Железнодорожный районный суд Новосибирска приговорил Сергея Торопа (Виссариона) и Владимира Ведерникова к 12 годам колонии строгого режима, Вадима Редькина к 11 годам. Защита заявила, что судом проигнорированы все собранные за эти годы доводы - от прошедших сроков давности до изменившихся критериев вреда здоровью. Приговор будет обжалован вплоть до Верховного Суда РФ, и с учетом игнорирования решения Конституционного Суда РФ - до этой инстанции тоже. Сергей Тороп прокомментировал приговор: «А она (церковь. — ред.) никуда и не исчезла... Мы до сих пор не знаем, что мы сделали, не поняли. Нам никто не сказал. Даже потерпевшие не говорят, что мы что-то им сделали... Мне сегодня пришлось сказать «вы такие грозные сроки мне запрашиваете, а хоть кто-то может сказать, что я сделал противоправного?». Тороп также сказал, что в уголовном деле нет обвинений, а есть только фантазии правоохранителей, и в допросах потерпевших тоже обвинений нет, добавил он. Руководитель «Общины Виссариона» собирается обжаловать приговор.
8 июня 2025 года Сергей Тороп (Виссарион) написал открытое обращение Президенту РФ Владимиру Путину. В обращении утверждается, что судебное преследование, начатое против него, двух его друзей и их семей в сентябре 2020 года, носит карательный характер и осуществляется при вмешательстве центрального аппарата ФСБ и представителей власти. Он указывает на отсутствие конкретных обвинений, абсурдность судебного процесса в Новосибирске, вынесение сурового приговора (12 лет колонии строгого режима по ст. 111 УК РФ) без доказательств насилия и игнорирование доводов защиты. Виссарион связывает преследование с его духовной деятельностью, подчёркивая, что его община в Красноярском крае, ведущая законопослушный и здоровый образ жизни, не нарушала законов, что подтверждалось справкой ФСБ региона. Письмо выражает просьбу о защите гражданских прав и содержит вопросы о причинах политической расправы и возможности отстаивания справедливости в России. Это подтверждает и адвокат Иван Хорошев, управляющий партнер адвокатского бюро «Хорошев и партнеры», предоставляющего защиту

## Оценки экспертов
- Философ и культуролог Н. П. Копцева полагает, что неуверенное поведение, которое Тороп показал при задержании, говорит о том, что он представляет собой не действительного харизматического лидера, а всего лишь «какое-то информационное лицо этой организации» и «не столько реальный автор вот этих практик и техник, сколько какой-то своеобразный информационный образ, медийная персона». Кроме того она указывает, что «как только он оказывается без своих советников, экспертов, которые, наверное, рядом с ним были, вот он превращается в такую слабую личность»[162]. Она считает, что «те люди, которые санкционировали его арест, имели на руках достаточно доказательств того, что это дело имеет какую-то перспективу» и «вряд ли эта история закончится очень быстро»[7].
- Судебный эксперт и религиовед И. В. Иванишко считает, что основанием для задержания послужило обнаружение трупов вблизи города Солнца[источник не указан 531 день], которые предположительно принадлежали людям, пытавшимся сбежать из организации и замёрзшим по дороге. А поскольку в самом поселении отсутствуют органы управления и врачи, то нет никого, кто бы мог официально юридически оформить факт ненасильственной смерти. Кроме того, он указывает, что «жалоб, заявлений о случаях физического, психологического насилия на самом деле огромное количество[источник не указан 531 день], но долгое время никто не предпринимал усиленных действий, чтобы это прекратить». В качестве таковых выступают «информация о насилии, доведении до самоубийства и даже покушении на изнасилование несовершеннолетней девочки — причем не только со стороны Виссариона, но и других мужчин»[источник не указан 531 день]. Также он обращает внимание на случай, когда мужчина, живший в поселении виссарионовцев, «уехал якобы в магазин за продуктами и сбежал» в Москву, где, используя социальные сети, «рассказал о том, что происходило в общине, о наказаниях, которым подвергались люди»[источник не указан 531 день]. Однако из-за активной деятельности многочисленных сторонников Торопа, которые последовательно занимались написанием жалоб «на каждое подобное обращение», всё свелось к тому, что «в итоге информации о всех фактах насилия была масса, но большинство уже заблокировано адептами пророка»[163].
- Александр Панченко, религиовед, профессор факультета антропологии Европейского университета в Петербурге: — Я могу сказать, что это движение с довольно длинной историей — всё-таки ему уже почти 30 лет. Я там был несколько раз, занимался полевой работой, писал о них […] Обвинения в отношении членов общины, на мой взгляд, очевидно ложные, и было бы важно понять, какие реально мотивы у тех, кто их преследует. Преследование идет вроде бы с достаточно высоких эшелонов власти. Вполне возможно, здесь есть идеологические причины, потому что последние годы политика в отношении религиозных меньшинств в России становится все более жесткой и агрессивной, уже запрещены свидетели Иеговы*, мы знаем другие подобные примеры, поэтому, возможно, это следование какому-то общему тренду […] Мы видим, что гигантских финансовых потоков в Церкви Последнего Завета никогда не было. Там также никогда не было жестких форм вертикального социального контроля […] Это движение связано с нью-эйдж-культурой, которая является важной частью нашей жизни. Если мы принимаем православие, то мы принимаем обряд крещения — у виссарионовцев не было ничего такого. Там мог кто угодно поселиться. Виссарионовцы — самый успешный нью-эйджерский проект, который создал нормально существующую систему поселений, у них невысокие экономические запросы, и это уникальный эксперимент. Это часть религиозного разнообразия и культурного наследия России, пускай своеобразного.[164]
- Константин Михайлов, религиовед, кандидат культурологии РГГУ: — Виссарионовцы — одно из ярчайших явлений российской религиозной жизни постсоветского периода. Это то, что называется «нью эйдж» — то есть новое религиозное течение, интересные религиозный синкретизм, соединяющий христианские и нехристианские теософские концепции в единое течение, которое за 30 лет, конечно, претерпело некоторые изменения. В современном российском религиоведении слово «секта» не используется — оно оскорбительное и неконкретное, поэтому, говоря о новых религиях, мы используем термин «новое религиозное движение». В старые времена под сектой понимали мелкие течения, отделившиеся от крупных, но про общину Виссариона этого сказать нельзя. Она ни от кого не отделялась и всегда была совершенно самостоятельной. Закон предполагает, что в России все религиозные течения равны, а слово «секта» вносит оценку. Его используют или по старой памяти, или те религиоведы, которые являются ангажированными и работают на РПЦ, но представляются религиоведами. […] Насколько я могу судить, община не представляет особой угрозы. Это самостоятельный и даже не особо изолированный мирок, где люди осваивают интернет, используют технологии. Конечно, когда община возникала, люди продавали квартиры, сдавали деньги руководству, когда переселялись в поселения, это можно осудить с точки зрения этики, но в этом нет ничего незаконного — взрослые люди делали это добровольно. Уходящие в православный монастырь делают то же самое — они жертвуют своим имуществом. Это не является преступлением, но отсекает возможность вернуться. 30 лет для общины — это много, это целая жизнь, там не одно поколение уже выросло. Далеко не каждая община выдерживает столько. Как правило, ключевой точкой является момент смерти основателя, здесь же мы посмотрим, что будет под гнетом полиции. Если их объявят экстремистами, а к этому всё идет, то они, конечно, испытают серьёзные проблемы, но, вполне вероятно, ещё сильнее сблизятся и сплотятся. К счастью, первоначальные обвинения, связанные с педофилией, видимо, не были доказаны, в последней итерации речь идет о психологическом насилии, очевидно, что это будет восприниматься как несправедливость. Подобной такой же общины в России больше нет, поэтому я не думаю, что они примкнут к кому-то ещё, скорее всего, будут вести полуподпольный образ жизни. Вряд ли они захотят уезжать со своих земель, не думаю, что их будут массово арестовывать спецслужбы, так что, скорее всего, те, кто входят в общину, продолжат её неофициальное существование.[164]
- Кудашов Вячеслав Иванович, российский философ и общественный деятель, специалист по онтологии и теории познания, эпистемологии и философской антропологии, доктор философских наук, профессор, Лункин Роман Николаевич, религовед, доктор политических наук, кандидат философских наук, высказывают свое мнение об Общине Виссариона в этом видео.[165]

## Документалистика

Виссарион в фильме Вернера Херцога «Колокола из глубины»

Сергей Тороп (Виссарион) принимал участие в следующих фильмах:
- 1993 — Колокола из глубины: Вера и суеверие в России — Вернер Херцог (Германия, США), IMDb
- 1996 — Jesus in Russia — Elliott Halpern (Канада), IMDb
- 2005 — Командировка в рай — Аркадий Атарик (Россия)
- 2010 — A Long Weekend with the Son of God — Джордж Кэри (Великобритания), IMDb
- 2011 — Я Иисус — Valerie Blankenbyl, Heloisa Sartorato (Италия), IMDb
- 2011 —  Siberian Cult Leader Thinks He’s Jesus — Rocco Castoro, VICE (США)
- 2015 — Христос живёт в Сибири (Kristus elab Siberis) — Яак Кильми, Арбо Тамиксаар (Эстония, Финляндия), IMDb
- 2016 — Рождество с Иисусом (Jul hos Jesus) — Йонас Бендиксен, NRK TV (Норвегия)
- 2016 —  Vissarion: Le Jésus de Sibérie — Nathalie Gros, CANAL+, CAPA (Франция)
- 2017 — Путешествие Саймона Рива в Россию — Саймон Рив, BBC (Великобритания), IMDb
- 2020 —  Отец Сергей. Последний разговор о Последнем Завете — Денис Терехов, iKumena (Россия)

Вернер Херцог говорит в книге Пола Кронина «Знакомьтесь — Вернер Херцог», что специально искал в России лучшего Иисуса Христа, и помощники нашли Виссариона: «Я чувствовал, что он действительно очень необычный, очень глубокий человек. И жил он очень скромно, в крошечной квартирке…».

### Комментарии
1. ↑  Вместе с Торопом были задержаны два других руководителя общины — Вадим Редькин и Владимир Ведерников.

### Сноски
1. 1 2 3 4 5 6 7  Григорьева, 1999a, с. 281.
2. ↑  Беспаленко, Римский, 2009, с. 7.
3. 1 2  Кантеров, 2006.
4. 1 2 3 4 5  Лункин, 2008.
5. ↑  Тимощук, Федотова, Шавкунов, 2011, Основателем и лидером Церкви Последнего Завета (ЦПЗ) – Сергей Анатольевич Тороп (Виссарион)., с. 138.
6. ↑  Дворкин, 2006, с. 649—650.
7. 1 2 3 4  Тепляшина О. «Психологическое насилие сложно доказать, но если есть обвинение — мы увидим основания»: доктор философских наук о деле Виссариона Архивная копия от 29 сентября 2020 на Wayback Machine // ТВК, 24.09.2020
8. 1 2 3 4 5 6 7 8 9 10 11 12 13 14  DELFI, 15.01.2013 г..
9. ↑  РТР, 2005.
10. 1 2  СИА, 18.08.2003.
11. 1 2  Traynor, 24.05.2002.
12. ↑  Иванов, 22.09.2020.
13. ↑  Лидеров общины Виссариона давно следовало призвать к ответу — РПЦ Архивная копия от 7 октября 2020 на Wayback Machine // Интерфакс-Религия, 28.09.2020
14. 1 2 3 4 5 6  РИА Сибирь, 09.02.2005 г..
15. 1 2  Столяров, 2000, с. 2.
16. 1 2 3 4  Анненко, 29.11.2007.
17. ↑  Сергей Тороп рассказывает как раньше, до того как стать Виссарионом перемещался во времени по эпохам Архивная копия от 17 октября 2016 на Wayback Machine. Youtube
18. 1 2 3 4 5  MIGnews, 29.08.2009 г..
19. ↑  Мейден, 07.08.2007 г., с. 7.
20. ↑  Мир Религий, 2001.
21. 1 2  Последний залет. Сказание о том как Виссарион Марию обобрал, часть 1. Дата обращения: 6 ноября 2011. Архивировано 27 января 2013 года.
22. ↑  Малахов. Пять вечеров Архивная копия от 18 сентября 2016 на Wayback Machine. Youtube.
23. 1 2  Чалкин, 12.07.2002 г..
24. ↑  Вахтангишвили, 2009.
25. ↑  Дворкин, 2006, с. 648.
26. ↑  Панченко, 2012: «Послание внеземного разума предопределило и выбор имени Виссарион, означавшего — по мнению инопланетян и вопреки греческой этимологии — «дающий жизнь»».
27. 1 2 3  Радугин, 2000.
28. 1 2 3 4  Собчак, 15.10.2020.
29. 1 2  Максимов, 1997.
30. ↑  Молитва Единой Религии, составленная при участии Виссариона Христа (Сергея Торопа).

https://goskatalog.ru/portal/#/collections?id=19885025 Архивная копия от 22 июня 2019 на Wayback Machine
31. ↑  Сергей Анатольевич Тороп. Малая крупица слова Виссариона, являющего последний завет от пославшего его Отца небесного. — Б. м, 1993. — 27 с. — ISBN 978-5-94035-001-9.
32. 1 2  Сергей Анатольевич Тороп. Слова Виссариона, являющего последний завет от пославшего его Отца небесного. — 1. изд. — Москва: Фирма "ВоИр", 1993. — 237 с. — ISBN 978-5-94035-001-9.
33. ↑  Молитва Единой Религии

https://slovo.vissarion.ru/slovo/prayer/
34. ↑  Сопов, 18.11.1991 г..
35. 1 2 3    - Под Красноярском задержали главу религиозной общины Виссариона Архивная копия от 23 сентября 2020 на Wayback Machine // Новые Известия : газета. — 22.09.2020;
  - Забирова К. Жертва Виссариона молит о помощи: чем обернулось доверие к «воплощению Иисуса Христа» Архивная копия от 22 сентября 2020 на Wayback Machine // Новые Известия : газета. — 19.08.2020;
  - Герасимов А. «Олвейз» — оружие революционеров Архивная копия от 1 октября 2020 на Wayback Machine // Коммерсантъ : газета. — № 48. — 22.03.2000. — С. 12.
36. ↑  Виссарион о своем первом воплощении на Земле в 6 в. до н. э. в Иудее, под именем пророка Иефлея Архивная копия от 25 сентября 2020 на Wayback Machine. Youtube.
37. ↑  Григорьева, 1999c: «В 1991 году провозгласил себя Иисусом Христом во втором пришествии. С целью саморекламы проделал турне по 40 городам России».
38. ↑  Григорьева, 1999c: «Мария Карпинская ... внучка академика Карпинского ... имела она связи и за рубежом. ... она, продав трехкомнатную квартиру в Москве, организовала первое международное турне новоявленного "мессии"».
39. ↑  Панченко, 2012.
40. ↑  Последний Завет, Том XVIII, 59 год Эпохи Рассвета. / Вадим Редькин. — СПб.: Первая Академическая типография "Наука", 2020. — 477 с. — ISBN 978-5-54035-567-0.
41. 1 2 3  Последний Завет. — СПб.: Фламинго, 1995. — 486 с. — ISBN 978-5-88805-004-0.
42. 1 2  «Последний завет» онлайн

https://slovo.vissarion.ru/ Архивная копия от 24 февраля 2024 на Wayback Machine
43. ↑  Сергей Анатольевич Тороп. Последняя надежда: Обращение к соврем. человечеству. — Балашов: Николаев, 2003. — 162 с. — ISBN 978-5-94035-089-7. Архивировано 5 апреля 2024 года.
44. ↑  40 год Эпохи рассвета. Т. 3, кн. 1. — 2000. — 791 с. — ISBN 978-5-85952-105-0.
45. ↑  41 год Эпохи Рассвета. Т. 3, кн. 2. — 2001. — 793 с. — ISBN 978-5-85952-120-3. Архивировано 5 апреля 2024 года.
46. 1 2  Григоренко, 2008, с. 503.
47. ↑  ПР, 28.09.2011 г..
48. ↑  Тимощук, Федотова, Шавкунов, 2011, По своей сути учение Виссариона – это христианство плюс восточные религии, включая теософию Блаватской и другие направления духовных исканий 19–20 вв. [...] Сейчас он окружен группой приближенных, с которыми заново интерпретирует Новый Завет, Ветхий Завет, учения ислама, иудаизма, буддизма и ряда других направлений религиозной мысли., с. 138.
49. 1 2 3 4  Метке, 31.01.2005 г..
50. 1 2 3 4  NEWSru, 01.02.2005 г..
51. ↑  Столяров, 2000, с. 4.
52. ↑  Столяров, 2000, с. 8.
53. ↑  Согласно своему учению, Виссарион считает себя евреем, потомком Рахеля, сына Иессея Генеалогия Виссариона (Сергея Торопа) от Владимира Плесина (отрывки) Архивная копия от 27 января 2013 на Wayback Machine//Благая весть, СПб, 1998
54. ↑  Владимир Плесин Ветвь Архивная копия от 14 марта 2016 на Wayback Machine//Земля обетованная, ¹1(12) 1996 г..
55. ↑  Григорьева, 1999b.
56. ↑  Заповеди «Последнего завета» Архивировано 23 ноября 2011 года.//Официальный сайт ЦПЗ
57. ↑  Последний Завет — Книги. Дата обращения: 29 июня 2011. Архивировано из оригинала 13 июля 2011 года.
58. ↑  Григорьева, 1999c: «В 1991 году ... В своих выступлениях вещал о близкогрядущем конце света, критиковал существующее положение вещей, и, наконец, призвал к спасению от общемирового катаклизма в «земле обетованной» — в Сибири, на юге Красноярского края».
59. ↑  Щипков, 1998: «Виссарион утверждает, что Страшный Суд уже идет. Большая часть людей погибнет. Те, кто примет истину через Виссариона, будут перемещены в Царство Божие. ... спасутся лишь те, кто в решающий Судный День окажется на Тиберкуле».
60. ↑  Радугин, 2000: «Ощущения скорого Конца Света — одно из характернейших настроений среди членов этой общины».
61. ↑  Панченко, 2012: «в Церкви Последнего Завета середины 1990-х годов была широко распространена идея, что значительную часть людей (чаще всего речь шла о тех, «кто не принял Истину») в недалеком будущем все же ждет гибель».
62. ↑  Панченко, 2012: «Надо сказать, что сведения о грядущих катастрофах черпались «последователями» не только из проповедей Виссариона, но и из сообщений «контактёров», которые по-прежнему пользовались большой популярностью в Церкви Последнего Завета. «Контактёров» было достаточно и среди самих виссарионовцев, однако в церкви циркулировали и тексты внешнего, «мирского» происхождения».
63. ↑  Панченко, 2012: «Виссарион и его последователи не назначали конкретной даты конца света и не утверждали, что все человечество непременно ждет гибель».
64. ↑  Клин Б. Рай без удобств: Что нашли в тайге тысячи последователей созданной 20 лет назад секты Виссариона // Комсомольская правда. — 13.06.2011. Архивировано 11 января 2021 года. «с предсказаниями Виссарион осторожен. Официально дат конца света не объявлял»
65. ↑  Радугин, 2000: «В настоящее время на Земле начался сложный и ответственный процесс перехода Человечества в новое качественное состояние («Основные положения учения Виссариона»)».
66. ↑  Панченко, 2012: «весной 1995 года в газете Церкви Последнего Завета «Земля Обетованная» сообщалось: ...«Вопреки представлениям многих, Апокалипсис отнюдь не конец света в буквальном смысле этого слова, ибо по космическим срокам Земля наша находится еще в середине своего пути развития»».
67. ↑  Панченко, 2012: «В сентябрьском номере газеты «Земля Обетованная» за 2001 год сообщалось: ...«не стоит их бояться. Такое не раз случалось с вашей планетой и обходилось без серьезных катаклизмов, хотя на Земле происходили определенные процессы и явления, связанные с сближением планет. В Космосе это обычное явление»».
68. ↑  Панченко, 2012: «Сам Виссарион, впрочем, вскоре после начала своей проповеди стал отзываться о «контактерах» и распространяемой ими информации довольно прохладно. ...  В конце концов в Церкви Последнего Завета был введен фактический запрет на эти темы... в середине 2000-х годов Виссарион объявил, что дружественные землянам космические силы перестали «передавать» какую бы то ни было информацию; любой «контактер», а также распространитель подобных сведений неизбежно оказывался агентом враждебных сил».
69. ↑  Филатов, 2002: «виссариониты за десять лет существования проделали заметную эволюцию в сторону смягчения доктрины и организационной жёсткости. Эсхатологические настроения в их идеологии постоянно ослабевают, конец света отодвигается и начинает пониматься «духовно»».
70. ↑  Благовест-Инфо, 10.10.2005 г..
71. ↑  Последний Завет от Вадима, Глава 37, ст. 63-66. (недоступная ссылка)
72. ↑  Григорьева, 1999c.
73. ↑  Григорьева, 1999c: «Период существования общины с 1992 по 1995 год был полон глобальных проектов. ... Новый этап развития движения, начавшийся в 1995 году ... Отныне определялось, что Церковь не несет ответственности в вопросах материальной помощи своим членам, коммунистические лозунги были упразднены».
74. ↑  Ульянов, 13.07.2005 г., с. 13.
75. ↑  Саськов, 22-24 марта 2000 г..
76. ↑  МК/Деловая пресса, 15-22.03.2000 г./22.03.2001 г..
77. ↑  Дворкин, 2006, с. 665.
78. 1 2 3  Хасьянова, 22.09.2020.
79. 1 2  Лабунский, 2001.
80. ↑  Банкфакс, 2003.
81. ↑  Чернявский, 15.04.2008 г..
82. 1 2 3  Тимощук, Федотова, Шавкунов, 2011, Около 5 тысяч человек уже снялись с места, продали свои квартиры и поселились под г. Минусинском (д. Черемшанки и другие), в основном это люди из крупных городов (Москва, Петербург, Рига, Алма-Ата, Киев)., с. 138.
83. ↑  Энциклопедия, Церковь имеет ок. 10 тыс. последователей с центром в Красноярском крае, на берегу о. Тиберкуль.
84. ↑  Роман Силантьев объяснил причины прилёта спецназа за Виссарионом Архивная копия от 27 сентября 2020 на Wayback Machine // Новые Известия, 22.09.2020
85. ↑  Тимощук, Федотова, Шавкунов, 2011, Последователи учения Виссариона стараются жить общинами. Социальный состав общины – преимущественно люди среднего класса. Среди рядовых общины очень много бывших коммунистов и комсомольских работников., с. 138.
86. 1 2 3 4 5  Полынский, 19.05.2005 г..
87. ↑  Владимир Леви У бога сперли паспорт Архивная копия от 21 октября 2013 на Wayback Machine //Журнал «Самиздат», 18.04.2008 г.(копия (недоступная ссылка))
88. ↑  Григорьева, 2003a, с. 109.
89. ↑  Ангел Грынчаров. Московская авантюра «Счастливчика» Архивная копия от 7 марта 2014 на Wayback Machine // Булгарское обозрение
90. ↑  Скойбеда, Кулагин, 11.07.2011 г..
91. ↑  Как я столкнулась с сектой (Из письма нашей слушательницы (по теме исследования сект и их влияния на психику)… Архивная копия от 11 ноября 2011 на Wayback Machine //Психологическое радио
92. ↑  Рак, 22.09.2004 г..
93. ↑  Рак, 2004.
94. ↑  Кокоулин, 06.10.2002 г..
95. ↑  Спранцмане, 07.10.2005 г..
96. 1 2 3  «Церковь последнего завета» имеет признаки деструктивности, но является успешным бизнес-проектом — эксперт Архивная копия от 2 октября 2020 на Wayback Machine // Интерфакс-Сибирь, 24.09.2020
97. ↑  Алексей Ворошилов. Очерк о Церкви Последнего Завета, Август 2007 г.
98. ↑  Интернет-сайт организации «Шаманы Последнего Завета» Архивировано 3 мая 2008 года.
99. ↑  «Православное слово Сибири» Архивная копия от 28 сентября 2007 на Wayback Machine//газета Красноярской епархии РПЦ, 2007, № 7-8 (№ 66-67)
100. ↑  Записки курагинского пенсионера Архивная копия от 24 декабря 2013 на Wayback Machine// «Земля Обетованная» 2006, № 5-6 (официальная газета Общины Виссариона)
101. ↑  Интервью Виссариона для 1-канала шведского ТВ, 18.08.2006 г. Дата обращения: 12 марта 2024. Архивировано 12 марта 2024 года.
102. ↑  Фестиваль Традиции и Современность. Фестиваль Традиции и Современность. Дата обращения: 12 марта 2024.
103. ↑  Премия Вера Фестиваля Традиции и Современность 2008 год. Дата обращения: 12 марта 2024.
104. 1 2  Победители Фестиваля 2008. Фестиваль Традиции и Современность. Дата обращения: 12 марта 2024.
105. 1 2 3 4  Игорь Гончаров, Igor' Goncarov, Виссарион, Николай Онишченко, Духовный путь и искусство. Духовный путь и искусство: Художники сибирского экопоселения [Николай Онишченко, Виссарион, Игорь Гончаров: Передвижная выставка]. — [София: ТЕА дизайн ООД, 2009. — 1 албум (68 с.) COBISS 1230024420 с.
106. 1 2  Выставка "Духовный мир и искусство" 18.03.2012 - 01.04.2012. ainarta.lendis.ru. Дата обращения: 12 марта 2024. Архивировано 12 марта 2024 года.
107. 1 2  Выставка картин Виссариона и художников эко-поселения «Обитель Рассвета». kaleda.ru. Дата обращения: 12 марта 2024. Архивировано 12 марта 2024 года.
108. 1 2  Красноярские художники пригласили горожан на бесплатную выставку. newslab.ru. Дата обращения: 12 марта 2024.
109. ↑  В Красноярске откроется выставка картин Виссариона. newslab.ru. Дата обращения: 12 марта 2024.
110. ↑  "Духовный путь и искусство" в ВЦ СПб союза художников. www.museum.ru. Дата обращения: 12 марта 2024.
111. ↑  Творческая конференция в Санкт-Петербурге, 09.2005 г. Дата обращения: 12 марта 2024.
112. ↑  Виссарион в СПб 2005_30 сентября. Дата обращения: 12 марта 2024.
113. ↑  Выставочный зал художников Казахстана. kordikova-rossetta.narod.ru. Дата обращения: 19 августа 2024.
114. ↑  Духовный путь и искусство. www.meeting.lv. Дата обращения: 12 марта 2024.
115. ↑  Автор-2. К нам едет… Виссарион. И Ко | Русский союз Латвии (19 октября 2009). Дата обращения: 12 марта 2024.
116. ↑  Выставка трёх художников Сибири «Духовный Путь и Искусство». ART GALLERY. АРТ-ГАЛЕРЕЯ Запорожья :: Запорожье. Городской портал. misto.zp.ua. Дата обращения: 12 марта 2024.
117. ↑  Художник любуется миром?. ART GALLERY. АРТ-ГАЛЕРЕЯ Запорожья :: Запорожье. Городской портал. misto.zp.ua. Дата обращения: 12 марта 2024.
118. ↑  О чём не любит говорить Виссарион Архивная копия от 19 октября 2020 на Wayback Machine//Youtube
119. ↑  Полторак, Власов, 2008.
120. ↑  Виссарион, 1992 г., Воронеж Архивная копия от 18 апреля 2016 на Wayback Machine//Youtube
121. ↑  Григорьева, 1999a, с. 315.
122. ↑  Сидорчик, 23.09.2020.
123. ↑  Григорьева, 1999a, с. 322—323.
124. 1 2 3 4  Коммерсантъ, 23.09.2020.
125. ↑    - В Красноярском крае задержаны участники религиозного объединения Архивная копия от 2 октября 2020 на Wayback Machine // Следственный комитет Российской Федерации, 22.09.2020
  - В Красноярском крае задержали руководителей секты Виссариона Архивная копия от 23 сентября 2020 на Wayback Machine // Интерфакс-Религия, 22.09.2020
  - Руководству общины Виссариона официально инкриминировали насилие над адептами Архивная копия от 23 сентября 2020 на Wayback Machine // Интерфакс-Религия, 22.09.2020
  - Ксения Аскерова, Михаил Котляр, Екатерина Костина ФСБ на вертолете вывезла лидера секты Виссариона из «Города Солнца» Архивная копия от 22 сентября 2020 на Wayback Machine // РБК, 22.09.2020
  - В Красноярском крае задержали главу религиозной общины Виссариона. Российская газета. Дата обращения: 22 сентября 2020. Архивировано 22 сентября 2020 года.
  - Под Красноярском задержали участников секты "Церковь последнего завета". РИА Новости (22 сентября 2020). Дата обращения: 22 сентября 2020. Архивировано 22 сентября 2020 года.
  - Следком объяснил спецоперацию по задержанию Виссариона Архивная копия от 23 сентября 2020 на Wayback Machine // Dela.ru, 22.09.2020
126. 1 2  Закат «Обители Рассвета»: чем прославился задержанный глава общины Виссарион // Пятый канал, 22.09.2020
127. ↑  В Новосибирске число потерпевших по делу лидера секты Виссариона увеличилось до 19 человек Архивная копия от 30 января 2021 на Wayback Machine // Сетевое издание Om1.ru, 19.01.2021
128. ↑  Лидеру «общины Виссариона» и его соратникам предъявили уточненное обвинение Архивная копия от 22 ноября 2021 на Wayback Machine // Интерфакс-Религия, 22.11.2021
129. ↑  «Церковь последнего завета» обвинили по-новому. Коммерсантъ (22 ноября 2021). Дата обращения: 22 ноября 2021.
130. ↑  Татьяна Стриганова. «Беспросветная хрущевщина»: омбудсмен счел кампанию против Виссариона заказом высокопоставленных силовиков. Новости Красноярска  «NGS24.RU». ООО "ИНТЕРНЕТ ТЕХНОЛОГИИ" (18 марта 2021). Дата обращения: 16 июня 2023. Архивировано 16 июня 2023 года.
131. ↑  Суд арестовал троих руководителей «общины Виссариона» Архивная копия от 2 октября 2020 на Wayback Machine // Интерфакс-Религия, 23.09.2020
132. ↑  Арестованный лидер «Церкви последнего завета» содержится в одиночной камере новосибирского СИЗО Архивная копия от 12 октября 2020 на Wayback Machine // Интерфакс-Религия, 02.10.2020
133. ↑  Новосибирский облсуд оставил лидера «Церкви последнего завета» в СИЗО Архивная копия от 28 октября 2020 на Wayback Machine // Интерфакс-Религия, 07.10.2020
134. ↑  Виссариону и другим руководителям «Церкви последнего завета» проведут психиатрическую экспертизу Архивная копия от 24 октября 2020 на Wayback Machine // Сиб.фм, 19.10.20
135. ↑  Суд в Новосибирске продлил арест лидеру «Церкви последнего завета» Архивная копия от 25 ноября 2020 на Wayback Machine // Интерфакс-Религия, 20.11.2020
136. ↑  Новосибирский облсуд оставил под стражей всех фигурантов дела «общины Виссариона» Архивная копия от 10 января 2021 на Wayback Machine // Интерфакс-Религия, 30.12.2020
137. ↑  Новосибирский суд оставил под стражей всех фигурантов «дела Виссариона» Архивная копия от 21 января 2021 на Wayback Machine // Интерфакс-Религия, 13.01.2021
138. ↑  Новосибирский суд продлил арест руководителям «общины Виссариона» Архивная копия от 16 апреля 2021 на Wayback Machine // ИА REGNUM, 13.04.2021
139. ↑    - Одного из лидеров общины Виссариона приговорили к 1,5 года условно за хранение патронов Архивная копия от 17 мая 2021 на Wayback Machine // ТАСС, 14.05.2021
  - Фигурант дела «общины Виссариона» осужден условно за незаконное хранение патронов Архивная копия от 17 мая 2021 на Wayback Machine // Интерфакс, 14.05.2021
140. ↑  Арестовано имущество руководителей «общины Виссариона» Архивная копия от 20 января 2021 на Wayback Machine // Интерфакс-Религия, 28.12.2020
141. ↑   Сильная команда адвокатов ведёт дело Общины Виссариона
142. ↑   Интервью с адвокатами об административном процессе о ликвидации Церкви Последнего Завета
143. ↑   Адвокаты об административном процессе по ликвидации Церкви Последнего Завета
144. ↑  В суд передано дело Виссариона и его последователей Архивная копия от 18 августа 2022 на Wayback Machine // Сибкрай, 09.08.2022
145. ↑  Состоялось предварительное слушание по уголовному делу в отношении Торопа, Редькина, Ведерникова Архивная копия от 2 сентября 2022 на Wayback Machine //Железнодорожный районный суд Новосибирска, 01.09.2022
146. ↑  Уголовное дело руководителей «Общины Виссариона» рассмотрят в закрытом режиме Архивная копия от 2 сентября 2022 на Wayback Machine // ТАСС, 01.09.2022
147. ↑  Воронов К. «Единая вера» не спасла от суда Архивная копия от 2 сентября 2022 на Wayback Machine // Коммерсантъ, 01.09.2022
148. ↑  Рузанова Н. Дело руководителей общины Виссариона рассмотрят в закрытом режиме // Российская газета, 01.09.2022
149. ↑  HUDOC - European Court of Human Rights. hudoc.echr.coe.int. Дата обращения: 5 апреля 2024.
150. ↑  ЕСПЧ признал необоснованным арест лидера «Церкви последнего завета». Коммерсантъ (5 апреля 2024). Дата обращения: 5 апреля 2024.
151. ↑  HUDOC - European Court of Human Rights. hudoc.echr.coe.int. Дата обращения: 15 апреля 2024. Архивировано 17 сентября 2023 года.
152. ↑  Новости - Прокуратура Новосибирской области. epp.genproc.gov.ru. Дата обращения: 25 июня 2025.
153. ↑  Гособвинение потребовало до 14,5 года колонии для руководителей "Общины Виссариона". TACC. Дата обращения: 25 июня 2025.
154. ↑  Cуд назначил 12 лет лишения свободы основателю религиозной секты Виссариону. Коммерсантъ (30 июня 2025). Дата обращения: 30 июня 2025.
155. ↑  Руководителей «Общины Виссариона» приговорили к 12 годам колонии. РБК (30 июня 2025). Дата обращения: 30 июня 2025.
156. ↑  Дело Виссариона. Telegram. Дата обращения: 30 июня 2025.
157. ↑  Защита основателя "Общины Виссариона" намерена обжаловать приговор. РИА Новости (30 июня 2025). Дата обращения: 30 июня 2025.
158. ↑  Руководитель «Общины Виссариона» прокомментировал приговор - Газета.Ru | Новости. Газета.Ru (30 июня 2025). Дата обращения: 30 июня 2025.
159. ↑  Открытое обращение Виссариона Президенту РФ. Telegraph (9 июля 2025). Дата обращения: 10 июля 2025.
160. ↑  Осужденный на 12 лет глава Города Солнца Виссарион написал обращение к президенту Владимиру Путину. 7 канал Красноярск (7 октября 2025). Дата обращения: 10 июля 2025.
161. ↑   Дело Виссариона  После приговора. Интервью адвоката Ивана Хорошева.
162. ↑  Арестованный в Сибири сектант Виссарион мог быть лишь «лицом» общины, а ключевые решения принимал кто-то другой — эксперт Архивная копия от 28 октября 2020 на Wayback Machine // Интерфакс-Религия, 26.09.2020
163. ↑  Белова, 22.09.2020.
164. 1 2  «Подобной общины в России нет»: что религиоведы говорят о Виссарионе и его последователях. НГС24.ру - новости Красноярска (24 сентября 2020).
165. ↑  Интервью с российскими религиоведами относительно Общины Виссариона (27 сентября 2020).
166. ↑  Vissarion (амер. англ.). IMDb. Дата обращения: 21 февраля 2024.
167. ↑  Пол Кронин. Знакомьтесь - Вернер Херцог. — Москва: Rosebud Publishing, 2010. — 376 с. — ISBN 978-5-904175-03-0.

### Книги
- Бажан Т. А. Оппозиционная религиозность в России. — Красноярск: Сибирский юридический институт МВД России, 2000. — 372 с. — ISBN 5-7889-0032-8.
- Балагушкин Е. Г. Глава V. Церковь Последнего Завета (синкретическое христианство Виссариона) // Балагушкин Е. Г. Нетрадиционные религии в современной России: морфологический анализ. — М.: Институт философии РАН, 1999. — Т. 1. — С. 160—223. — 244 с. (Копия 1) (Копия 2)
- Воробьёва М. В. Церковь последнего завета // Воробьёва М. В. Христианское разномыслие: Словарь. — СПб.: Изд-во С.-Петерб. ун-та, 2004. — 96 с.
- Григорьева Л. И. Свобода совести и актуальные проблемы государственно-правового регулирования деятельности новейших нетрадиционных религиозных объединений. — Красноярск: РИО КГПУ, 1999a. — 405 с.
- Григорьева Л. И. Религии «Нового века» и современное государство : (Социально-философский очерк): Монография / Григорьева Л. И.; М-во образования Рос. Федерации. Сиб. гос. технол. ун-т. — Красноярск: СибГТУ, 2002. — 400 с. — ISBN 5-8173-0113-X.
- Дворкин А. Л. Глава 19 «Секта Виссариона — Община единой веры — Церковь последнего завета» // Дворкин А. Л. Сектоведение. Тоталитарные секты. Опыт систематического исследования. — 3-е, пераб. и доп.. — Н. Новгород: Христианская библиотека, 2006. — 813 с. — 6000 экз. — ISBN 5-88213-068-9.
- История религий в России: Учебник. — М., 2001. — С. 521—524.
- Кантеров И. Я. Новые религиозные движения на российских просторах. «Русская версия» // Кантеров И. Я. Новые религиозные движения в России. Религиоведческий анализ. — М., 2006.
- Классификация тоталитарных сект и деструктивных культов Российской Федерации (В помощь епархиальному миссионеру). — Белгород: Миссионерский Отдел Московского Патриархата РПЦ, 1996. — 80 с.
- Кураев А. В. Глава 3 Устарел ли Новый Завет? В гостях у Христа-Виссариона. // Кураев А. В. Дары и анафемы : что христианство принесло в мир? : размышления на пороге третьего тысячелетия / Диакон Андрей Кураев. — 5-е изд., испр. и доп.. — М.: Никея : Арефа, 2009. — 319 с. — ISBN 978-5-91761-001-6.
- Максимов С. А. «Позови меня в даль светлую» или сказки дядюшки Виссариона. — Белгород: Миссионерский Отдел Московского Патриархата Русской Православной Церкви, 1997. — 77 с. — («Библиотека православного миссионера»). Архивировано 4 марта 2016 года. (копия книги)
- О национальной угрозе России со стороны деструктивных религиозных организаций: Аналитический вестник Российской Федерации. — М.: Федеральное собрание — Парламент Российской Федерации: Аналитическое управление., 1996. — («Оборона и безопасность — 8»).
- Пасечнюк Виктор, иерей. Кто есть Виссарион и что есть его учение? или Почему христианство не принимает учение Виссариона. — Каратузское: Издательство храма св. апостолов Петра и Павла, 2000.
- Радугин А. А. Тема 12. Нетрадиционные религии 2. Неохристианские объединения: «Церковь объединения» Муна и «Церковь Единой веры» Виссариона // Радугин А. А. Введение в религиоведение: теория, история и современные религии: курс лекций. — М.: Центр, 2000. — 240 с. — ISBN 5-88860-053-9.
- Религиоведение для студентов педагогических вузов / Под ред. А. Ю. Григоренко. — СПб.: Питер, 2008. — 512 с.
- Религиозные организации // Россия. Электронный энциклопедический словарь. — М.: Энциклопедия.
- Религия, свобода совести, государственно-церковные отношения в России: Справочник / Балагушкин Е. Г., Баширов Л. А. Трофимчук Н. А. (рук.) Ю. П. Зуев (ред.).. — М.: Изд-во РАГС, Ком. по связям с религиоз. орг. Правительства Москвы, 1996. — 286 с. — ISBN 5-7729-0008-0.
- Семёнова Т. Н. Глава XI. Современные нетрадиционные культы // Основы религиоведения: Учеб / Под ред. И. Н. Яблокова.. — 2-е изд., перераб. и доп.. — М.: Высшая школа, 1998. — С. 171—177. — 480 с. (недоступная ссылка)
- Тимощук А. С., Федотова И. Н., Шавкунов И. В. § 11. Учение Виссариона // Введение в религиоведение: Учеб. пособие. — Владимир: ВЮИ ФСИН России, 2011. — С. 138. — 153 с. — 500 экз.
- Точка Александр. Секта. Ангелы умирают первыми. — М.: Детектив-Пресс, 2008. — 228 с. — ISBN 978-5-89935-084-9.
- Филатов С. Б. Новые религиозные движения — угроза или норма жизни? // Религия и общество: Очерки религиозной жизни современной России / Отв. ред. и сост. С. Б. Филатов. — М.; СПб.: Летний сад, 2002. — С. 401—449. — 488 с. — ISBN 5-94381-058-7.
- Хвыля-Олинтер А. И., Лукьянов С. А. Опасные тоталитарные формы религиозных сект. — М.: Изд-во Свято-Владимирского Братства, 1996. — 83 с.
- Щипков А. В. Во что верит Россия: Религиозные процессы в постперестроечной России. Курс лекций / Рецензенты: д. ф. н., проф. Ю. Н. Солонин, декан философского факультета СПбГУ, к. ф. н. В. В. Аржанухин, зав. кафедрой религиоведения РГПУ. — СПб.: РХГИ, 1998. — С. 167—170. — ISBN 5-888-031-6.
- Jacek Hugo-Bader. Biała gorączka. — Wołowiec, 2009. — ISBN 978-83-7536-081-3.
- Morawiecki Jędrzej. Syberyjska sekta wissarionowców jako fenomen społeczno-religijny. — Warszawa, 2010. — ISBN 978-83-7507-091-0.

### Статьи
- Анненко А. Н. Сибирский „Христос“ делает выбор // Газета «Новый взгляд на Хакасию». — 29.11.2007. Архивировано 20 января 2013 года.
- Баранова М. Последователь Виссариона вмёрз в бочку // «„Московский комсомолец“ в Красноярске». — 20-27.02.2008 г.. — № 8. Архивировано 4 марта 2016 года.
- Белова Н. Идеальная демократия и вино после родов: откровения бывшего члена секты Виссариона // Вечерняя Москва. — 22.09.2020.
- Беспаленко П. Н., Римский В. П. Политико-идеологические и социокультурные основания типологии нетрадиционных религий // Известия Тульского государственного университета. Гуманитарные науки. — Тула: Тульский государственный университет, 2009. — № 1. — С. 3—13.
- Воронов К., Сергеев Н. Виссарион обустраивал чиновников // Коммерсантъ. — 23.09.2020.
- Мессия Виссарион: бывший сержант милиции стал основателем религиозных поселений на юге Сибири // ИА „Банкфакс“. — 2003. — 25 марта.
- Вахтангишвили, Светлана. Мой папа — Ленин (недоступная ссылка — история) // журнал Неизвестная Сибирь. — 2009. — Вып. январь—февраль, № 1.
- Верёвкина Е. История секты Виссариона достойна фильма ужасов // Интерфакс-Религия. — 07.10.2020.
- Виссарион (Тороп Сергей) // «Мир религий». — 2001.
- Виссарионовский "Город солнца" в Красноярском крае не имеет официального статуса // «РИА Сибирь». — 09.02.2005 г..
- Григорьева Л. И. Виссарион-Христос // Енисейский энциклопедический словарь / Гл. ред. Н. И. Дроздов. — Красноярск: КОО Ассоциация «Русская энциклопедия», 1998. — С. 104. — 736 с. — 10 000 экз. — ISBN 5-88329-005-1.
- Григорьева Л. И. Ушедшие в «город Солнца» // Наука и религия. — 1999b. — № 2. — С. 14—16.
- Григорьева Л. И. Церковь Последнего Завета («секта Виссариона — Христа Минусинского») // Религиозные организации и государство: перспективы взаимодействия. Материалы конференции./ Москва, 22-23 февраля 1999 года. / Отв. ред. М. Н. Геншина.. — М.: Рудомино, 1999c. — С. 75—88. [ Архивировано] 15 июля 2019 года.
- Григорьева Л. И. Что ждёт Церковь Последнего Завета? Материалы круглого стола // Религия и право. — 2000. — № 1. — С. 17—19.
- Григорьева Л. И. Этапы эволюции и новые тенденции социальных трансформаций в Церкви последнего завета // Личность, творчество и современность: Сборник научных трудов. Вып. 6 / Д. Д. Невирко. — Красноярск: Сибирский юридический институт МВД России, 2003a. — С. 103—111. — 366 с. — ISBN 5-7889-0083-2.
- Григорьева Л. И. Социальный эксперимент и социальная альтернатива в новых религиозных движениях : (на примере общины Виссариона Минусинского (Красноярский край)) // Сибирь в XXI веке : альтернативы и прогнозы развития : науч.-практ. конф. (2003; Красноярск). Ч. 2 / М-во образования Рос. Федерации, Краснояр. гос. ун-т ; отв. за вып. В. А. Сапожников. — Красноярск: КГУ, 2003b. — С. 54—61.
- Интерес политических кругов, близких к администрации Лебедя, к выборам в Законодательное собрание // «„Московский комсомолец“ в Красноярске»/Деловая пресса. — 15-22.03.2000 г./22.03.2001 г.. — № 11(93).
- Завтра в общине последователей Виссариона пройдёт «Праздник добрых плодов» (недоступная ссылка — история). — Сибирское агентство новостей, 18.08.2003.
- Зотова Н. (при участии К. Чурмановой и А. Сошникова). Солнечные батареи и двоеженство: как живут в общине Виссариона и в чем причины его ареста // Русская служба Би-би-си. — 07.10.2020.
- Иванов А. Антисектантская спецоперация ФСБ. И тридцати лет не прошло... // Завтра. — 22.09.2020.
- Как я столкнулась с сектой // Психологическое радио. — 28.09.2011 г..
- Кантеров И. Я. Церковь последнего завета // Религии народов современной России: Словарь / Ред-кол. Мчедлов М. П. (отв. ред.), Аверьянов Ю. И., Басилов В. Н. и др. — 2-е изд., и доп. — М.: Республика, 2002. — С. 553—554. — 624 с. — 4000 экз. — ISBN 5-250-01818-1.
- Кокоулин, Дмитрий. Операция „Б“, или новые приключения Виссариона — Торопа в Новосибирске. — Центр священномученика Иринея Лионского, 06.10.2002 г.. Архивировано из оригинала 14 июля 2012 года. (копия)
- Лабунский, Илья. Уставшие от мира. Как живут последователи Виссариона // Аргументы и факты : газета. — 2001. — № 30 (710).
- Левкин А. В. Академия наук и Духовная жизнь // Телеграф (Рига). — 24.10.2009 г..
- Лидер «Церкви последнего завета» Виссарион агитировал рижан вступать в свою организацию // Агентство религиозной информации «Благовест-Инфо». — 10.10.2005 г..
- Лункин Р. Н. Церковь Виссариона: божество с человеческими страстями // Русское ревью. — Кестонский институт, 2008. — № 30. Архивировано 11 января 2015 года.
- Любимова Г. В., Бут М. О., Лугоненко Д. С. «Сад как рай». Практики сакрализации пространства новых религиозных движений Сибири // Проблемы истории, филологии, культуры. — Магнитогорск: МГТУ, 2012. — № 3 (37). — С. 345—356. — ISSN 1991-9484.
- Мейден, Игорь. Абакан: всё по понятиям (недоступная ссылка — история) // «Вести Сегодня». — 07.08.2007 г.. — № 179 (2430). — С. 7.(копия))
- Метке Йорг Р. Сибирский Христос // Der Spiegel. — 31.01.2005 г..
  - В Германии заинтересовались „сибирским Христом“ // NEWSru.com. — 01.02.2005 г..
- Панченко А. А. Двадцатый век: новое религиозное воображение // Новое литературное обозрение. — 2012. — № 117. — С. 122—139. — ISSN 0869-6365.
- Полторак, Ирена; Власов, Дмитрий. Очевидное-невероятное. На кого гипноз не действует (недоступная ссылка — история) // журнал Патрон. — 2008. (копия)
- Полынский, Андрей. Кто такой Виссарион. Российского лжехриста финансируют из США // Православие.Ru. — Сретенский монастырь, 2000. Архивировано 8 марта 2006 года.
- Полынский, Андрей. Лжепророк из «Города Солнца» // Газета «Трибуна». — 19.05.2005 г..
- Рак, Любовь. Девушка-тень из Города Солнца // Красноярский рабочий. — 22.09.2004 г.. Архивировано 31 октября 2010 года.
- Рак, Любовь. Попутчица Виссариона // Труд : газета. — Молодая гвардия, 2004. — № 25. копия статьи
- Савицкий В. В. О Результатах депутатского расследования деятельности «Церкви последнего завета» (Виссарион) // Выступление в Санкт-Петербурге на пресс-конференции 02.10.95 г. в Доме журналистов.
- Самоделова С. Описана жизнь секты Виссариона: двоеженство и голод // Московский комсомолец. — 25.09.2020.
- Саськов, Игорь. Террористка скрывалась в минусинской общине секты Виссариона // газета «Сегодня». — 22-24 марта 2000 г.. Архивировано из оригинала 23 декабря 2006 года. (копия)
- Саськов, Игорь. Над Городом Солнца сгущаются тучи // газета «Итоги». — 24.03.2000 г.. — № 64. Архивировано 10 марта 2005 года. (копия)
- Сибирский гаишник подался в Иисусы // MIGnews.com. — 29.08.2009 г..
- Сидорчик А. «Житие» Виссариона. Как отставной милиционер стал «Сыном Божьим» // Аргументы и факты. — 23.09.2020.
- Скойбеда Ульяна, Кулагин Александр. Сегодня молоко не пьешь, а завтра в секту попадешь! (недоступная ссылка — история) // Комсомольская правда. — 11.07.2011 г.. (копия)
- Сопов, Владимир. Минусинск. 2-е пришествие // Коммерсантъ-Власть. — 18.11.1991 г.. — № 44 (88).
- Спранцмане М. А. Явление Виссариона Риге. Ловец и погубитель душ, называющий себя мессией, не преуспел у нас в агитации // Телеграф (Рига). — 07.10.2005 г.. Архивировано из оригинала 2 августа 2012 года. (копия)
- Столяров П. Н. Церковь последнего завета (Виссарион) // Центр апологетических исследований. — 2000. — С. 1—8.
- Ульянов, Владимир. «Я чуть не стал зомби…»:Михаил Ильин чудом избежал секты, проповедующей близкий конец света // Трибуна. — 13.07.2005 г.. — № 123. — С. 13. (копия (недоступная ссылка))
- Филатов С. Б. Церковь последнего завета (Община единой веры, виссариониты) // Современная религиозная жизнь России. Опыт систематического описания / Отв. ред. М. Бурдо, С. Б. Филатов. — М.: Университетская книга, Логос, 2006. — Т. 4. — С. 258—266. — 366 с. — 2000 экз. — ISBN 5-98704-057-4.
- Филькина А. В. Социальные и экономические практики сельскохозяйственных общин, созданных новыми религиозными движениями в Западной Сибири // Вестник Томского государственного университета. Философия. Социология. Политология.. — Томский государственный университет, 2012. — № 1(17). — С. 171—185. Архивировано из оригинала 22 февраля 2014 года.
- Фоторепортаж: в Сибири отметили день рождения "второго Христа" // DELFI. — 15.01.2013 г..
- Хасьянова А. В Красноярском крае задержан глава религиозной секты Виссариона // Россия 24. — 22.09.2020.
- Чалкин, Александр. Виссарион. Люди делают богов // Русский журнал. — 12.07.2002 г.. Архивировано 3 апреля 2012 года.
- Чернявский, Александр. Александр Хлопонин попал в житие (недоступная ссылка — история) // Независимая газета : газета. — 15.04.2008 г..
- Schwabe Alexander. Der Sohn Gottes kommt mit deutschem Nummernschild // Der Spiegel. — 06.11.2003.
- Traynor, Ian. Jesus of Siberia // The Guardian. — 24.05.2002.

## Видео
- Теологический диспут пресвитера Олега Стеняева с Виссарионом 13 июня 1995 в Москве.
- Секты как бизнес // РТР. — 2005.
- George Carey[англ.] A Long Weekend with the Son of God. BBC, 2009
- Видео о Виссарионе // Всеукраинский апологетический центр во имя святителя Иоанна Златоуста.
- Астахова Л. С. Методический семинар "Церковь последнего завета в свете блогосферы последних дней" // Faith & Fiction. — 2020. — 25 сентября. — Дата обращения: 18.10.2020.
- Жосул Е. В. «Армагеддон» для секты Виссариона // RE:Акция. — Телеканал Спас, 2020. — 1 октября. — Дата обращения: 18.10.2020.
- Жосул Е. В. «Я спаслась из секты Виссариона» // RE:Акция. — Телеканал Спас, 2020. — 5 октября. — Дата обращения: 18.10.2020.
- Зенин С. Виссарион ловил богачей на детей // Вести недели с Дмитрием Киселёвым. — Телеканал Россия 24, 2020. — 27 сентября. — Дата обращения: 18.10.2020.
- Пиманов А. В. Выпуск программы // «Человек и закон». — Первый канал, 2020. — 2 октября. — Дата обращения: 18.10.2020.
- Собчак К. А. Виссарион. Обитель зла // Док-Ток. — Первый канал, 2020. — 25 сентября. — Дата обращения: 18.10.2020.
- Собчак К. А. Сын Виссариона. Изгнанный из "рая". // Док-Ток. — Первый канал, 2020. — 15 октября. — Дата обращения: 18.10.2020.
- ТВК-Красноярск, Радио Комсомольская Правда, НТВ. Интервью с российскими религиоведами относительно Общины Виссариона. — 2020. — 27 сентября.
- Второй Московский Международный Фестиваль искусств «Традиции и Современность». Виссарион. Вручение Премии "Вера". — 2008. — 8 марта.
- Анатолий Сулейманов. За что силовики прессуют сибирскую секту? // Baza. — 2020. — 19 октября.
- Русская служба Би-би-си. Секта или рай на земле? Как живут бывшие и нынешние сторонники Виссариона // BBC. — 2020. — 7 октября.
- Михаил Лидин. Секта госпропаганды против общины Виссариона | Как я поехал в "ужасный" сибирский культ и выжил. — 2022. — 9 октября.